# Термінал ЗПГ Пенгеранг
Термінал ЗПГ Пенгеранг – інфраструктурний об’єкт для прийому та регазифікації зрідженого природного газу у малазійському штаті Джохор. Станом на 2017 рік знаходився на етапі будівництва з очікуваним строком введення в експлуатацію у 2019-му.
В середині 2010-х років Малайзія продовжила розширювати свій завод із виробництва ЗПГ в Бінтулу на острові Калімантан. В той же час, густозаселена та промислово розвинена західна частина країни на Малайському півострові відчувала нестачу блакитного палива. Для покриття дефіциту розпочали будівництво другого імпортного терміналу, що розташовуватиметься в Пенгеранг (західне узбережжя Малаї). Його потужність планується на рівні 3,5 млн.т на рік (4,9 млрд.м3), а сховище складатиметься з двох резервуарів по 200000 м3. Як один з основних споживачів планується когенераційна електростанція Пенгеранг.
Термінал зможе приймати найбільші газові танкери, оскільки глибини в багатоцільовому порту Пенгеранг сягають 24 метрів.